# 廣鳳
廣鳳，字竹桐，滿洲人，清朝政治人物、繙譯進士。
道光二十七年，登繙譯進士，選翰林院庶吉士，散館授編修。后累官至詹事府少詹事。咸豐九年，升任詹事。次年，任內閣學士。咸豐十一年，任工部左侍郎、科布多參贊大臣。